# Cheilotrichia (Empeda) dimelania
Cheilotrichia (Empeda) dimelania is een tweevleugelige uit de familie steltmuggen (Limoniidae). De soort komt voor in het Oriëntaals gebied.